# Irtacina
Irtacina (em grego: Υρτακίνα; romaniz.: Yrtakina) foi uma antiga cidade  no sudoeste da ilha de Creta, Grécia, situada poucas centenas de metros, perto da aldeia de Temenia, a sudoeste da aldeia atual Papadiana, no monte de Castri, a cerca de 850 metros de altitude. O sítio arqueológico encontra-se cerca de 5 km a oeste de Rodovani, 16 km a noroeste de Sougia, 20 km a nordeste de Palaiochora e 67 km a sudoeste de Chania (distâncias por estrada).
Em documentos históricos, a cidade aparece com diversos nomes ou grafias: Hyrtakina, Hytarkos, Yrsakína ou Hyrsakína (Υρσακίνα), Artákina (Ἀρτάκινα), Hýrtakos (Ὕρτακος) ou Hyrtakînos (Ὑρτακῖνος).

## História e descrição
A cidade foi construída num monte de difícil acesso,  com excelentes vistas sobre toda a região circundante e para a costa. Nos lados lado sul e leste era limitada por precípicios e restantes lados estavam protegidos por muralhas duplas, das quais ainda são visíveis algumas partes ao longo de pouco mais de 800 metros. É notável observar as precauções tomadas pelos habitantes para defenderem as entradas da sua cidade — antes de entrarem na cidade, os inimigos tinham que passar por uma passagem entre muralhas. Foi fundada durante o Período Arcaico (séculos IX–VI a.C.) e floresceu durante o Período Helenístico (séculos IV–II a.C.).
As ruínas foram identificadas por Robert Pashley em 1837 como pertencendo à Hytarkos ou Hyrtakina conhecida por moedas, semelhantes às de Eliros, e por menções de Ptolomeu, Estêvão de Bizâncio e Cílax de Carianda. Tthethox acredita que a cidade foi uma capital aqueia e que foi destruída pelos dóricos.[carece de fontes?]
A cidade era autónoma — cunhava a sua própria moeda, uma delas com imagens de uma cabra selvagem cretense (kri-kri) e uma abelha chamada Tarra, outra com um golfinho e uma estrela de oito raios. As cidades vizinhas de Eliros, Lissós, Pikilassós, Tarra e Irtacina estabeleceram a federação de Oreion, uma união monetária quando se juntaram à Liga Cretense no século III a.C..[carece de fontes?]
Durante as escavações levadas a cabo em 1938–1939 foi descoberto um templo dedicado a Pã, o deus dos pastores e dos rebanhos, com 22,7 metros por cerca de 6 m de largura e datada do período helenístico. Na acrópole foi encontrada uma estátua de mármore sem cabeça desse deus, datada do século IV a.C., que atualmente está exposta no Museu Arqueológico de Chania. Uma inscrição encontrada no local, datada de c. 170 a.C., menciona a existência na cidade de um templo dedicado a Hera, aparentemente o mais importante da cidade nesse tempo. Nas encostas da colina, fora das muralhas, há uma necrópole com túmulos escavados na rocha.